# Штайнеберг
Штайнеберг (нім. Steineberg) — громада в Німеччині, розташована в землі Рейнланд-Пфальц. Входить до складу району Вульканайфель. Складова частина об'єднання громад Даун.
Площа — 2,93 км2. Населення становить 208 ос. (станом на 31 грудня 2020).